# Космос (філософія)

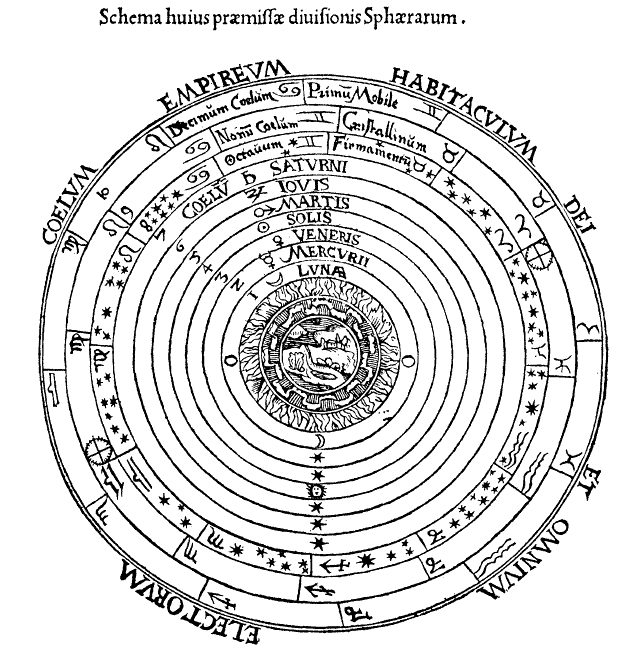
Античне і середньовічне уявлення Космосу у книзі Петера Апіана, «Космографія»

Ко́смос (від грец. κόσμος — «порядок») — одне з ключових понять давньогрецької історії та культури. Вживалося на позначення встановленого Богом (богами, Божеством) Всесвітнього Ладу, Порядку — на противагу Хаосу — Всесвітньому Безладу. Для греків у цьому понятті з'єднувалися дві функції — упоряджувальна і естетична

## Історія
У давньогрецькій космології Космос вважався обмеженим, в його центрі розташовувалася нерухома Земля, навколо якої оберталися всі небесні тіла, враховуючи Сонце. Зірки розташовувалися на периферії Космосу. Геоцентрична система світу, допрацьована в епоху еллінізму в рамках теорії епіциклів (Гіппарх, Птолемей та ін.) і панувала до XVI ст. — аж до поширення ідей Коперника.
Стоїки і неоплатоніки пізньої античності, схоласти і християнські богослови Середньовіччя також включили в свої філософські концепції вчення про Космос. Філософи і вчені епохи Відродження і раннього нового часу (наприклад, Коперник і Кеплер) спиралися на принципи античної космології, тільки розміщуючи в центрі Всесвіту не Землю, а Сонце (геліоцентрична система світу).
У Новий час поняття «космос» витісняється з наукового вжитку, замінюючись поняттям «Всесвіт».

## Інше
- У загальному значенні, космос — надскупчення галактик, які розкидані у просторі та у часі на величезній відстані.
- У деяких слов'янських мовах (українська, білоруська, російська, польська, болгарська, сербська) слово «космос» вживають щодо простору за межами Землі («космічний простір»).